# Allgemeiner Deutscher Hochschulsportverband
Der Allgemeine Deutsche Hochschulsportverband (adh) ist der im Jahr 1948 gegründete Dachverband des Hochschulsports in Deutschland. Ihm gehören 203 Mitgliedshochschulen an. (Stand: März 2022) Studierende und Bedienstete aller deutschen Hochschulen können an den vom adh organisierten Sportwettkämpfen (Deutsche Hochschulmeisterschaften, Deutscher Hochschulpokal, adh-Open, adh-Trophy) teilnehmen. Der Verband nominiert die Sportler, die an Studierenden-Weltmeisterschaften und der Universiade teilnehmen. Daneben gehören Öffentlichkeits- und Lobbyarbeit für den Hochschulsport sowie die Durchführung von Bildungsseminaren zu den Aufgaben des adh. Der adh ist Mitglied in der Fédération Internationale du Sport Universitaire, der European University Sports Association und im Deutschen Olympischen Sportbund.

## Geschichte
Bereits vor dem Zweiten Weltkrieg hatte im Rahmen der damaligen Deutschen Studentenschaft ein „Amt für Leibesübungen“ bestanden, das sich ursprünglich für den studentischen Breitensport einsetzte und Spitzensportler zu den Akademischen Weltspielen (Vorläufer der Universiade) entsandte, in der Zeit des Nationalsozialismus aber auch zur Durchsetzung des obligatorischen Wehrsports instrumentalisiert wurde. Nach dem Zweiten Weltkrieg – und dem Verbot aller NS-Organisationen durch die Alliierten – wurde am 2. April 1948 in Bayrischzell (Bayern) die Arbeitsgemeinschaft deutscher Sportreferenten (adh) gegründet, die bis in die 1960er Jahre zugleich als „Sportamt des Verbands Deutscher Studentenschaften“ (VDS) fungierte. Die Leitung hatte zunächst der spätere NOK-Präsident Walther Tröger.
In den Nachkriegsjahren gelang es dem adh als erstem deutschen Sportverband, wieder Anschluss an den internationalen Sportverkehr zu finden. Im Herbst 1949 starteten erstmals wieder deutsche Studierende bei der ersten internationalen Sommersportwoche in Meran. 1951 wurde der adh Mitglied der FISU, 1953 folgte mit der „III. Internationalen Sommer-Hochschulsportwoche“ in Dortmund die erste internationale Spitzensportveranstaltung in der Bundesrepublik Deutschland nach dem Zweiten Weltkrieg.

### Entwicklung zum „Breitensport für alle“
Die Arbeit des adh konzentrierte sich in den 1950er und 1960er Jahren zunächst auf die Organisation des nationalen und internationalen Wettkampfsportes. Im Zuge der 68er Studentenbewegung und der Diskussion über Sinn und Zweck des Sports erfolgte jedoch im adh eine verstärkte Hinwendung zum Breitensport. Seit den 1970er Jahren richtet sich der Hochschulsport nicht mehr ausschließlich an Studierende, sondern an alle Hochschulangehörigen. Dies schlug sich auch in den Gremien des adh nieder, die seitdem gleichberechtigt durch Studierende und hauptberufliche Mitarbeiter der örtlichen Hochschulsporteinrichtungen besetzt werden.
Gleichzeitig setzte sich der adh in der Folgezeit erfolgreich für eine Professionalisierung durch hauptamtliche Sportfachkräfte und für eine gesetzliche Verankerung des Hochschulsports ein. 1976 wurde der Hochschulsport als Förderungsaufgabe der Hochschulen im Hochschulrahmengesetz festgeschrieben. 2009 erklärte der Deutsche Bundestag den Hochschulsport als unverzichtbaren Bestandteil der deutschen Sport- und Hochschullandschaft.

## Struktur des adh
In den Gremien des Verbandes sind hauptberufliche Vertreter sowie Studierende zu gleichen Teilen vertreten. Die Geschäftsstelle mit Sitz im hessischen Dieburg setzt die Beschlüsse der Gremien um.
Die jährliche adh-Vollversammlung ist das höchste Organ des adh. Neben der Üblichen Verbandsarbeit werden im Rahmen der Vollversammlungen auch der Sportler und die Hochschule des Jahres geehrt. In den vergangenen Jahren gehörten erfolgreiche Sportler wie Schwimmerin Sarah Köhler, der Nordische Kombinierer Tobias Simon, die Ruderer Kathrin Thoma und Johannes Ursprung, Turner Fabian Hambüchen, Hochspringerin Ariane Friedrich, Turnerin Kim Bui, die Ruderer Julius Peschel und Mathias Arnold und Judoka Ole Bischof zu den Preisträgern.
Der adh-Vorstand besteht aus sechs gewählten Mitgliedern, wobei bei der Besetzung die Parität aus drei studentischen und drei hauptamtlichen Mitgliedern zu beachten ist. Zusätzlich zu diesen von der Vollversammlung gewählten Mitglieder sind der adh-Generalsekretär sowie der Länderratssprecher Mitglieder des Vorstands ohne Stimmrecht.
Der Länderrat besteht aus je einer hauptamtlichen und einer studentischen Vertretung pro Bundesland. Die Vertretung wird von den Mitgliedshochschulen der jeweiligen Länder gewählt und durch die Vollversammlung bestätigt. Der Länderrat entsendet zudem jeweils eine Vertretung in die Wettkampfkommission und den Sportbeirat sowie in den Beirat Bildung und Entwicklung. Zu den Aufgaben des Länderrats zählen die Unterstützung des Vorstands, Entscheidungen in Länderangelegenheiten sowie die Repräsentanz des Verbandes in den Bundesländern.
Der Sportbeirat ist für den Wettkampfsport im adh zuständig und setzt sich aus den Disziplinchefs, den Aktivensprechern, den Schiedsobleuten, dem zuständigen Vorstandsmitglied, dem Sportdirektor sowie einer Vertretung des Länderrats zusammen. Die Mitglieder des Sportbeirats vertreten die wettkampfsportlichen Interessen des adh. Der Sportbeirat berät den Vorstand und die Mitglieder der Vollversammlung in diesbezüglichen Fragen und überwacht das Wettkampfwesen.
Die Mitglieder des Beirats Bildung und Entwicklung beteiligen sich an der strategischen Weiterentwicklung in den Handlungsfeldern Bildung und Qualifizierung, Förderung von Chancengerechtigkeit und Engagement sowie Breiten- und Freizeitsport. Dazu entwickeln sie unter anderem Bildungsangebote und engagieren sich in den Bereichen Wissensmanagement, Engagementförderung und Personalentwicklung. Lobbyarbeit, insbesondere auf Länderebene, rundet das Aufgabenspektrum des Beirats ab.
Die Wettkampfkommission berät den Vorstand und erarbeitet Handlungsempfehlungen in allen Fragen, die den laufenden Wettkampfbetrieb betreffen. Unter anderem wertet sie die jährlichen Berichte der Disziplinchefs aus, leitet Empfehlungen ab und überprüft die Einhaltung der Leitlinien für den adh-Wettkampfsport.
Alle Rechtsstreitigkeiten im Rahmen des Wettkampfverkehrs, soweit er gemäß Wettkampfordnung abgewickelt wurde, fallen unter die Zuständigkeit der Rechtsorgane des Verbandes. Dazu zählen in erster Instanz die Schiedsobleute oder die Schiedsgerichte, in zweiter Instanz das Spruchgericht und in dritter Instanz das Verbandsgericht.

## Wettkämpfe
Der Allgemeine Deutsche Hochschulsportverband ist Veranstalter der nationalen studentischen Wettkämpfe. Der Vorstand vergibt die Wettkampfveranstaltungen an die ausrichtenden Hochschulen. Diese führen die Maßnahme vor Ort durch. Auf nationaler Ebene hat der adh vier Wettkampfformate installiert.

### Deutsche Hochschulmeisterschaft
Die Deutsche Hochschulmeisterschaft (DHM) ist das Nationalturnier des deutschen Hochschulsports in der jeweiligen Sportart. Startberechtigt sind Studierende und Hochschulangehörige aller deutschen Hochschulen. Zugangsbeschränkungen gibt es bei einer DHM nicht. So sind die Teilnahmefelder gespickt mit Aktiven des Spitzen- und Breitensports. Mitglieder der deutschen Studierenden Nationalmannschaft messen sich bei den deutschen Hochschulmeisterschaften mit Studierenden, die oft erst an der Hochschule die jeweilige Sportart kennengelernt haben. Die DHM verbindet den Wettkampf mit dem studentischen Austausch und der weitergehenden Kommunikation. So entsteht eine besondere studentische Atmosphäre.
Im Sommersemester 2018 fanden 26 deutsche Hochschulmeisterschaften statt. Eine deutsche Hochschulmeisterschaft kann nur in Sportarten stattfinden, die in den adh-Sportartenkanon aufgenommen worden sind. Der Aufnahmeantrag wird der Vollversammlung, dem höchsten Gremium des adh, zur Abstimmung vorgelegt. Wird diesem Antrag entsprochen, kann im Anschluss eine Deutsche Hochschulmeisterschaft in dieser Sportart ausgerichtet werden. Dabei werden verschiedene Disziplinen in den jeweiligen Sportarten zusammengefasst. Mit der Aufnahme der Sportart „Radsport“ wurden so beispielsweise deutsche Hochschulmeisterschaften im Rennrad, Mountainbike und Bahnrad möglich.
Folgende Sportarten sind im adh-Sportartenkanon vertreten:
- Badminton
- Basketball
- Beachvolleyball
- Bogenschießen
- Boxen
- Fechten
- Fußball
- Futsal
- Gerätturnen
- Golf
- Handball
- Hockey
- Judo
- Ju-Jutsu
- Kanupolo
- Karate
- Leichtathletik
- Orientierungslauf
- Radsport
- Reiten
- Rudern
- Rugby
- Schwimmen
- Ski Alpin
- Snowboard
- Sportklettern
- Sportschießen
- Taekwondo
- Tennis
- Tischtennis
- Trampolin
- Triathlon
- Ultimate Frisbee
- Volleyball

Symbolbild – Deutsche Hochschulmeisterschaft – Rennrad Frauen 2023 - 46.Rund um Sebnitz

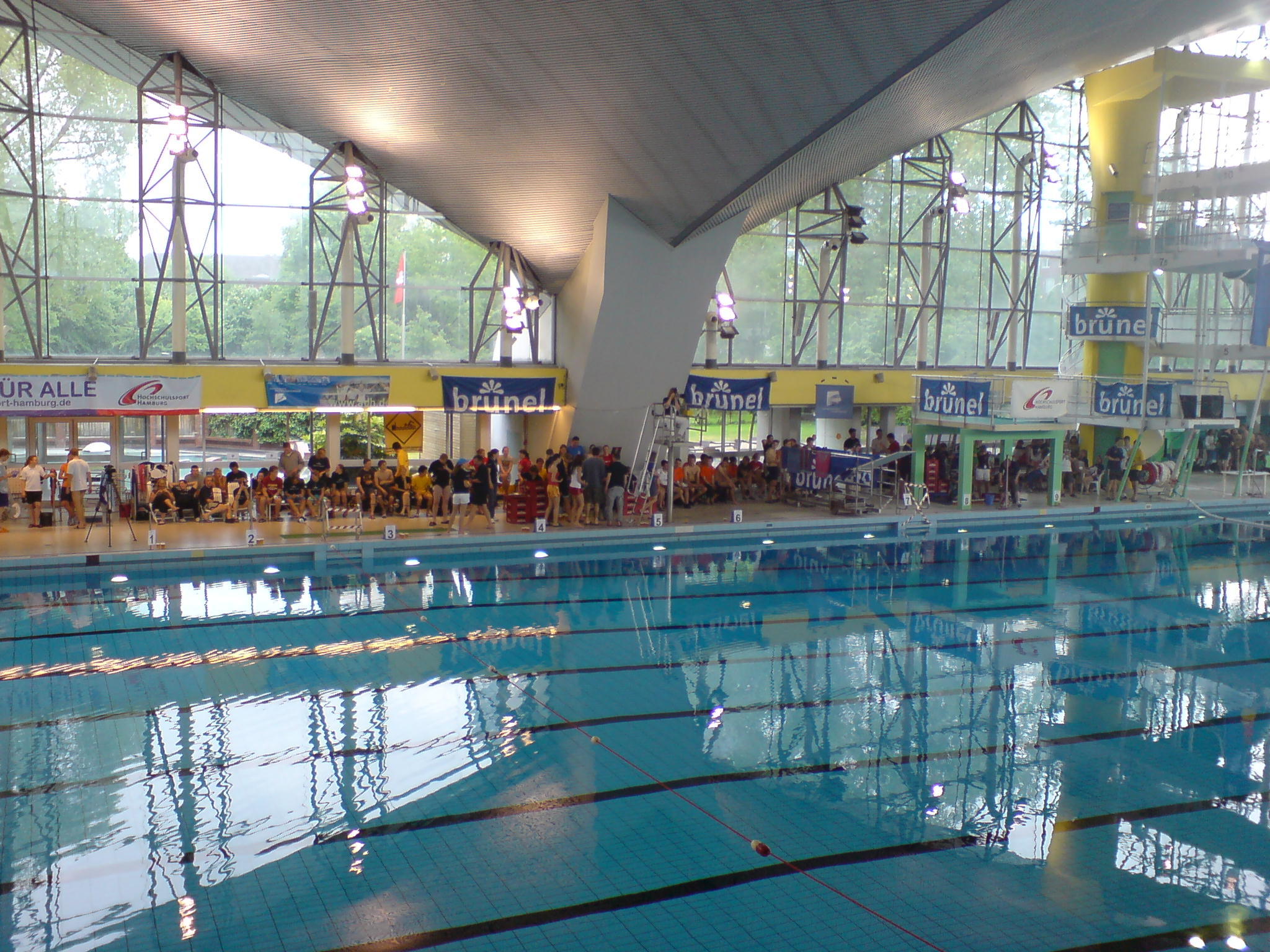
Hochschulmeisterschaft Schwimmen 2007 in der Hamburger Alsterschwimmhalle

In der Regel wird die DHM einer Sportart jährlich durchgeführt. Die Sieger werden mit der traditionellen adh-Siegernadel ausgezeichnet.
In Teamsportarten finden Vorrunden zur Deutschen Hochschulmeisterschaft statt. Die Vorrunden-Gruppen werden in der Regel nach Regionen eingeteilt. Die Sieger der Vorrunden beziehungsweise Zwischenrunden qualifizieren sich für die Endrunde.

### Deutscher Hochschulpokal
Der Deutsche Hochschulpokal (DHP) ist ein Turnierformat für Mannschaften der kleinen Hochschulen (unter 10.000 Studierende). Der Deutsche Hochschulpokal wird in den Sportarten Basketball, Handball, Fußball und Volleyball ausgespielt. Dabei haben sich in den vergangenen Jahren Mixed-Formate etabliert, bei denen Frauen und Männer in einer Mannschaft um den jeweiligen Titel spielen. Vorrunden zum DHP gibt es nur im Fußball.
Auch die Siegermannschaften des DHP erhalten bei der Siegerehrung die obligatorischen adh-Siegernadeln. Trotz der separaten Wettkampfveranstaltungen für kleine Hochschulen dürfen die Mannschaften dieser auch an der Deutschen Hochschulmeisterschaft teilnehmen.

### adh-Open
Die adh-Open sind vom Allgemeinen Deutschen Hochschulsportverband (adh) organisierte Hochschulmeisterschaften, die es noch nicht in den offiziellen Sportartenkanon des adh geschafft, sich aber durch überregionale nationale Wettkämpfe in den Fokus des adh gespielt haben. Um in den Sportkanon des adh aufgenommen zu werden, muss die Sportart gewisse Kriterien erfüllen. Erst wenn zwei unterschiedliche Hochschulen die adh-open in zwei aufeinanderfolgenden Jahren ausgetragen haben, kann die Sportart vom adh offiziell als Deutsche Hochschulmeisterschaft veranstaltet werden.
Mittlerweile haben sich die adh-Open als zweites Standbein neben den Deutschen Hochschulmeisterschaften im nationalen Wettkampfsport zwischen den Hochschulen etabliert. Hauptgrund ist die besonders gute Infrastruktur einiger Hochschulen in den jeweiligen Sportarten, die geradezu prädestiniert sind, um dort die adh-Open zu veranstalten. In manchen Sportarten, wie z. B. Softball, gelten die Open auch als Qualifikationsturnier für die deutschen Meisterschaften.
Momentan werden folgende Sportarten als adh-Open veranstaltet: 3×3-Basketball, Beachsoccer, Bouldern, Flagfootball, Floorball, Rugby, Wasserball und Wellenreiten.

### adh-Trophy
Seit dem Sommersemester 2008 hat der adh das Wettkampfformat der adh-Trophy in seinem Wettkampfprogramm etabliert. Die adh-Trophy ist die Wettkampfveranstaltung für Trend- und Funsportarten, die an den jeweiligen Hochschulen angeboten werden. Während der Wettkämpfe stehen vor allem der Spaß und der gemeinsame Austausch unter den Teilnehmenden im Vordergrund. In der Regel kommen die Ideen für die Durchführung einer adh-Trophy in einer Fun- oder Trendsportart aus den Hochschulsporteinrichtungen oder studentischen Trainingsgruppen.
Nationale Wettkämpfe fanden dadurch schon in den Sportarten Segeln, Unterwasserrugby und Headis statt.

## Internationaler Wettkampfsport
Der Allgemeine Deutsche Hochschulsportverband unterstützt die Beschickung von Wettkämpfen des europäischen und internationalen Hochschulsportverbandes. Deutsche Studierende nehmen für ihre Hochschulen an den Europameisterschaften der Studierenden (EUC) und den Europaspielen der Studierenden (EUSA-Games) teil. Die Qualifikation für die kontinentalen Maßnahmen ist die Deutsche Hochschulmeisterschaft. Der adh unterstützt die Hochschulen organisatorisch bei der Beschickung der Maßnahmen.
Bei Maßnahmen des Weltverbandes FISU entsendet der adh Studierenden-Nationalmannschaften. Diese werden vom Vorstand des Allgemeinen Deutschen Hochschulsportverbandes nominiert. Zu den Wettkämpfen der FISU zählen die Weltmeisterschaften der Studierenden – engl.: World University Championship (WUC) – und die Universiaden. Die Weltmeisterschaften der Studierenden finden in den geraden Jahren in den einzelnen Sportarten statt, Universiade in den ungerade Jahren. Veranstaltet werden diese von der FISU, ausgerichtet von einem nationalen Hochschulsportverband. Der adh entsendet die einzelnen Mannschaften zu den Veranstaltungen und unterstützt die Teams bei der Organisation der Maßnahmen. In der Regel übernimmt ein adh-Verbandsvertreter die Delegationsleitung. Die letzten Weltmeisterschaften der Studierenden in Deutschland fanden 2018 in München statt. Gemeinsam mit der TU München fand im Juli die Studierenden-Weltmeisterschaft Beachvolleyball im Olympiapark statt.

### Universiade
Die Sommer- und Winter-Universiaden werden von der FISU veranstaltet und von einem nationalen Hochschulsportverband ausgerichtet. Die erste Sommer-Universiade fand 1959 im italienischen Turin statt. Die Winter-Universiade feierte ihre Premiere 1960 im französischen Chamonix. Die Weltspiele der Studierenden, wie die Universiaden auch genannt werden, finden seit 1981 alle zwei Jahre statt. In den vergangenen Jahrzehnten entwickelte sich die Sommer-Universiade zur größten Multisportveranstaltung nach den Olympischen Sommerspielen.
Der Allgemeine Deutsche Hochschulsportverband ist für die Beschickung der Maßnahme und die Nominierung der Aktiven verantwortlich. Dabei hat sich die Universiade in vielen Sportarten als Zielwettbewerb in der Nachwuchsförderung etabliert. Vor allem junge Sportler werden in die Deutsche Studierenden-Nationalmannschaft berufen. Damit verfolgen der adh und die teilnehmenden Fachverbände eine gezielte Förderung deutscher Talente im Umfeld einer Multisportveranstaltung, die in ihren Ausmaßen an Olympische Spiele erinnert.
1991 traten in Sapporo erstmals Sportler aus dem wiedervereinten Deutschland in einer Mannschaft an. Ein Jahr vor den Olympischen Spielen von Albertville und Barcelona stellte die deutsche Delegation der Winter-Universiade somit die erste gesamtdeutsche Mannschaft nach der Wiedervereinigung bei einer Multisportveranstaltung dar.
Sommer-Universiade
Seit Beginn der Sommer-Universiade 1959 wurden bundesdeutsche Mannschaften vom Allgemeinen Deutschen Hochschulsportverband zu den Weltspielen der Studierenden entsendet. Nach dem Ende des Kalten Krieges entwickelte sich die Sommer-Universiade zum zweitgrößten Multisportevent der Welt. Immer mehr Nationen entsendeten Sportler zu den Universiaden. Die bislang größte deutsche Delegation nominierte der Allgemeine Deutsche Hochschulsportverband 1993. Zur Sommer-Universiade nach Buffalo reisten 158 Aktive und 62 Mitglieder des Organisationsteams. 220 Personen vertraten 1993 die deutschen Farben bei der Universiade. Die erfolgreichste Sommer-Universiade erlebte der Allgemeine Deutsche Hochschulsportverband 2007. In der thailändischen Hauptstadt Bangkok holte die Deutsche Studierenden-Nationalmannschaft elf Gold-, fünf Silber- und neun Bronzemedaillen.
Die bislang größte Sommer-Universiade fand 2013 im russischen Kazan statt. 11.800 Aktive aus 159 Nationen nahmen an den Weltspielen der Studierenden in der Stadt an der Wolga teil. Der Allgemeine Deutsche Hochschulverband entsandte eine Delegation von 218 Personen nach Russland. In 18 von 27 möglichen Sportarten gingen die Mitglieder der Deutschen Studierenden-Nationalmannschaft an den Start. Dabei holten die Sportler vier Gold-, sechs Silber- und neun Bronzemedaillen. Mit Fabian Hambüchen, Jan-Philip Glania, Jan Felix Knobel, Kim Bui, Andreas Waschburger, Philip Wende und Romy Tarangul waren sieben Teilnehmende der Olympischen Spiele von 2012 Mitglied der Deutschen Studierenden-Nationalmannschaft.
Ebenfalls erfolgreich waren die deutschen Studierende bei der Sommer-Universiade 2017 in Taipeh. Der adh entsandte eine 187-köpfige Delegation nach Asien. Mit sieben Goldmedaillen sowie sechs Mal Silber und elf Mal Bronze belegte die Deutsche Studierenden-Nationalmannschaft am Ende der Wettbewerbe den zwölften Rang im Medaillenspiegel.
Winter-Universiade
Sechs Sportarten gehören bei der Winter-Universiade zum festen Programm der Wettbewerbe. Auf Grund der geringeren Anzahl an Entscheidungen, ist auch die Deutsche Studierenden-Nationalmannschaft bei Winter-Universiaden kleiner, als bei den Wettkämpfen im Sommer. 2017 entsandte der adh 28 deutsche Athleten zur Winter-Universiade. Die Wettkämpfe der 28. Winter-Universiade endeten mit drei Medaillen.
Die bislang größte Winter-Universiade der Geschichte fand 2013 im italienischen Trentino statt. Vom 11. bis zum 21. Dezember 2013 kämpften 1.698 Teilnehmende aus 50 Nationen in den verschiedenen Sportarten um die Universiade-Medaillen. Die Deutsche Studierenden-Nationalmannschaft gewann 2013 eine Silbermedaille durch Johannes Wasel in der Nordischen Kombination und einmal Bronze durch Selina Jörg im Snowboard-Parallel-Riesenslalom. 2019 wird die Winter-Universiade im sibirischen Krasnojarsk stattfinden. Derzeit laufen die Vorbereitungen darauf und die Abstimmungen zwischen dem adh und den Fachverbänden.

## Projekt „Partnerhochschule des Spitzensports“
Um studierenden deutschen Spitzensportlern die Möglichkeit zu bieten, sportliche Karriere und Studium besser miteinander zu vereinbaren, initiierte der adh 1999 das Projekt „Partnerhochschule des Spitzensports“. Mit dessen Hilfe studieren mittlerweile rund 1.200 Kaderathleten an über 100 Partnerhochschulen, die sich regelmäßigen Evaluationen unterziehen müssen, um sicherzustellen, dass die Ziele des Projekts erreicht werden. Unterstützt wird das Projekt von mehreren Partnerorganisationen: Deutscher Olympischer Sportbund, Deutsches Studentenwerk, Stiftung Deutsche Sporthilfe, Hochschulrektorenkonferenz, Olympiastützpunkte und Fachverbände. Im Gegensatz zum Studium z. B. an amerikanischen Colleges und Universitäten, bei denen jeder, der für die Hochschule startet, Vergünstigungen bekommen kann, kommen die Vergünstigungen nach § 2 nur Deutsche, „die vom jeweils zuständigen nationalen Fachverband oder Olympiastützpunkt“ vorgeschlagen wurden. Während aber amerikanische Hochschulen in- und ausländischen Studierenden solche optimalen Möglichkeiten einräumen, was dem Sinn einer Hochschule entspricht, diskriminiert gerade der § 2 nicht-deutsche studierende Spitzensportler. Dies beeinträchtigt nicht nur die ausländischen Studierenden, sondern erschwert es auch gute internationale Trainingsgruppen an deutschen Hochschulen zu bilden, so dass wesentlich mehr deutsche Spitzensportler in den USA als ausländische an deutschen Hochschulen trainieren und studieren.

## Bildung im adh
Neben dem Wettkampfbetrieb organisiert der adh auch ein Bildungsprogramm für seine Mitglieder. Es besteht aus Netzwerktreffen und Seminaren. Bei der Durchführung arbeitet der adh mit internen und externen Referenten zusammen, unter anderem mit der Führungsakademie des DOSB.

### adh-Projekt Tandem-Mentoring
Seit 2003 führt der adh das national und international ausgezeichnete adh-Projekt Tandem-Mentoring zur Personalentwicklung durch. Es fördert und qualifiziert junge Frauen im Bereich des Hochschulsports. So soll der Anteil weiblicher Führungskräfte im Sport erhöht werden.
Die Ziele des Projektes sind:
- Netzwerke zwischen Studentinnen, Frauen und Männern im Berufsleben anstoßen
- Studentinnen in Kontakt zur Arbeitswelt bringen
- praxisnah auf berufliche Anforderungen und auf Führungspositionen vorbereiten
- zur Planung einer eigenen beruflichen Karriere motivieren
- sowie Informationen für die Planung und effiziente Gestaltung des Berufseinstiegs geben[49]

Dafür bilden die Teilnehmerinnen mit erfahrenen Mentoren ein Tandem. Im Laufe eines Jahres tauschen sich die Duos über Fragestellungen der beruflichen Laufbahn aus. Dabei erhalten die Mentees, so die Bezeichnung der Teilnehmerinnen, wichtige Tipps ihrer Mentorin beziehungsweise ihres Mentors. Die Mentoren stehen an leitenden Positionen im Sport oder anderen gesellschaftlichen Institutionen und geben den jungen Frauen somit einen beeindruckenden Einblick in ihre tägliche Arbeit.
Sportstudentinnen, Sportreferentinnen sowie junge Mitarbeiterinnen der Hochschulsporteinrichtungen, die an einem beruflichen Einstieg beziehungsweise Aufstieg im Arbeitsfeld des (Hochschul-)Sports interessiert sind, sind die Zielgruppe der Maßnahme. Zuletzt startete der siebte Durchgang des adh-Projekts Tandem-Mentoring mit dem Kennenlerntreffen der Mentees im Juli 2018.